# 提比里亞

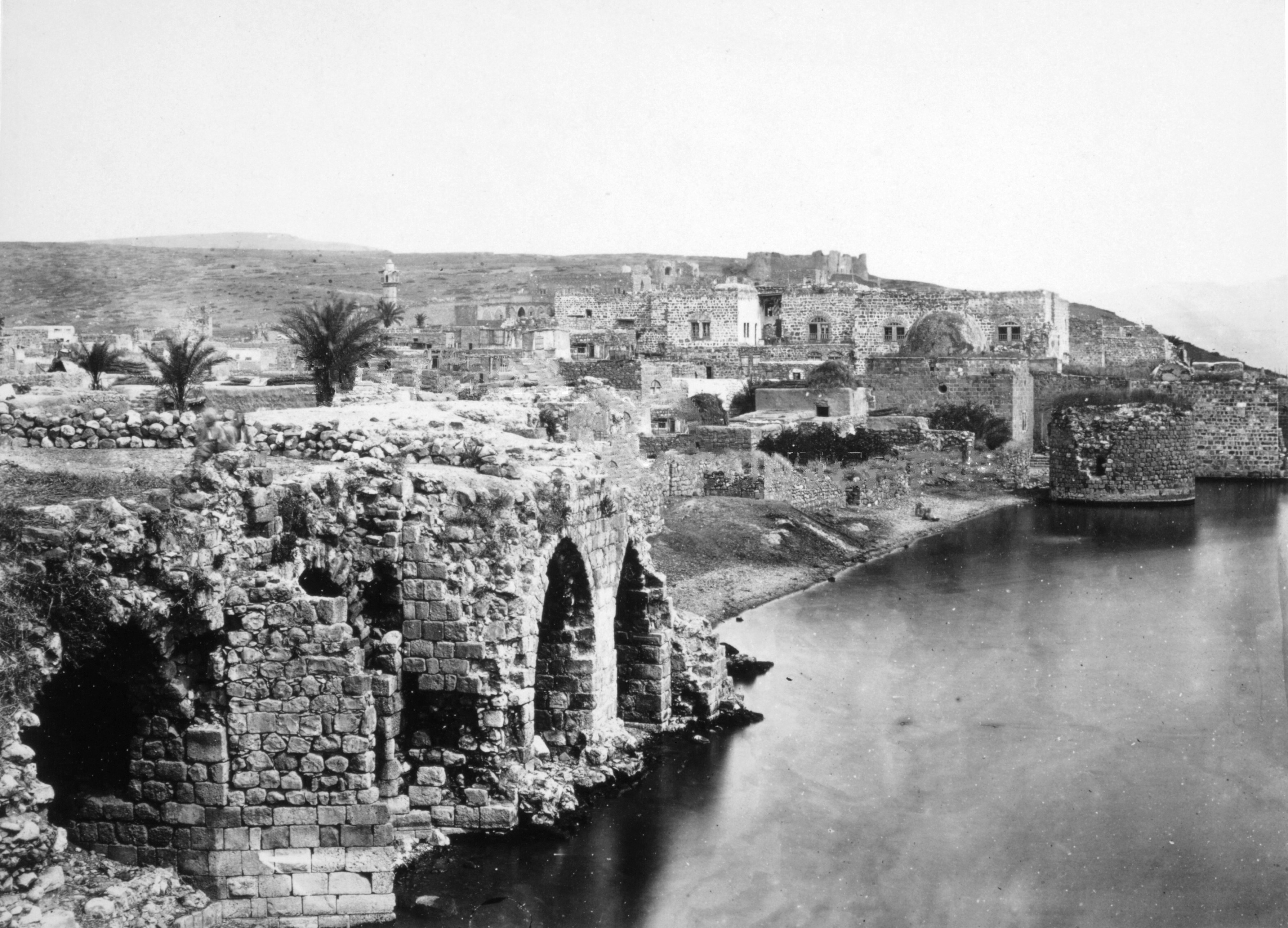
1862年的提比里亞舊城廢墟

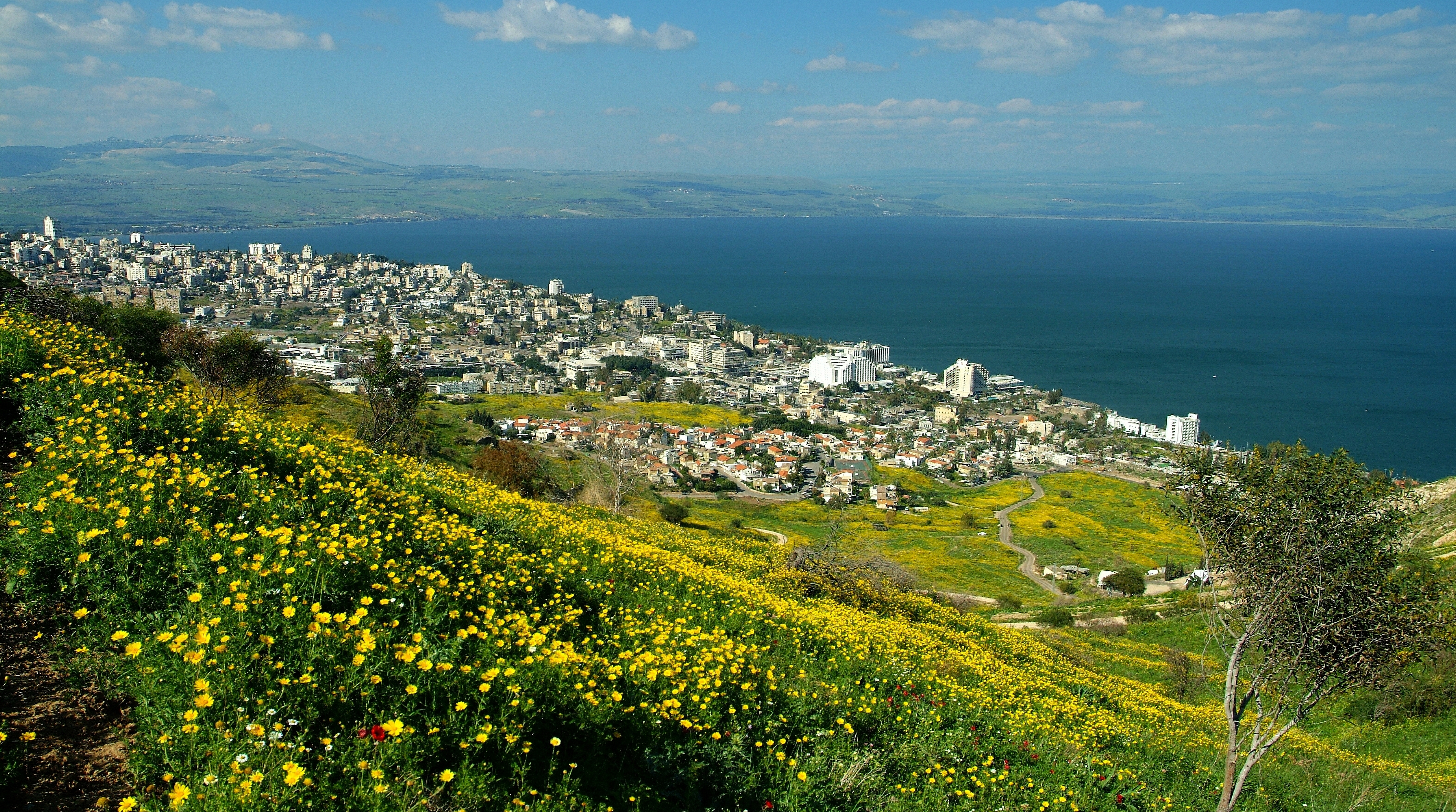
提比里亞和加利利海

提比里亞或太巴列（Tveria，Tiveria(audio)ⓘ，Ṭabariyyah，Tiberiás，Tiveriáda，/taɪˈbɪəriəs/）天主教思高聖經譯提庇黎雅，位於以色列北部加利利海畔的下加利利。是以色列的一個古城。和耶路撒冷、采法特和希布伦并列为犹太教四大圣城之一。
提比里亞，建於公元20年，由大希律王的兒子、加利利行省的分封王希律·安提帕斯於拉甲（Rakkat）的廢墟上所建，並成為加利利行省的省會。「提比里亞」的名字源自當時羅馬帝國的皇帝提庇留。
希律王執政時，猶大行省的猶太人拒絕前往當地定居，認為當地不潔淨，因為當地有一個墳場。17世紀左右，提比里亞被視為是猶太教四大聖城之一。猶太傳統相信彌賽亞在當地崛起，而猶太公會亦會在當地復興。

## 姊妹城市
提比里亞的友好城市有：
- 中國无锡市，自2007年起
- 法國蒙彼利埃，自1983年起
- 德国沃尔姆斯，自1986年起
- 美国威斯康辛州密爾瓦基，自1989年起
- 美国奧克拉荷馬州土爾沙
- 美国纽约州大內克
- 法國圣拉斐尔 (瓦尔省)，自2007年起

## 外部連結
- Tiberias - City of Treasures: the official website of the Tiberias Excavation Project and information about how you can volunteer and help excavate the site （页面存档备份，存于）
- Three early photos of Tiberias （页面存档备份，存于）
- Pictures of Tiberias （页面存档备份，存于）